# 初戀 (凱戈和艾麗·高登歌曲)
初戀是挪威DJ凱戈和英國歌手艾麗·高登的一首歌曲。它於2017年4月28日由索尼和Ultra Music，作為凱戈首張迷你專輯《凝望星空》的第二支主打單曲正式發行。

## 製作與發行
初戀時長3分13秒，是首热带浩室電子舞曲，由凱戈、亨利克·邁因克（Henrik Meinke）、強納斯·卡利施（Jonas Kalisch）、阿列克谢·弗拉森科（Alexsej Vlasenko） 、傑瑞米·查孔（Jeremy Chacon）作曲，艾麗·高登、萨拉·赫耶斯特罗姆（Sara Hjellström）、芬妮·賀德曼（Fanny Hultman）、詹森·沃恩（Jenson Vaughan）作詞，歌曲以c小調創作，每分鐘92拍，艾麗·高登的演唱音域位在G3至Bb4之間。
歌曲於2017年4月28日發行。隔月31日，兩人登上BBC廣播一台宣傳作品。7月3日，官方發行了由R3hab、Gryffin混音的版本。

## 專業評價
《公告牌》的凯特·贝因（Kat Bein）形容這是首對青春愛情的追憶，艾麗·高登的煙嗓和微妙漸進的節拍相得益彰。Amnplify的卡珊德拉·湯姆森（Cassandra Thomson）也表揚高登的歌聲，她還稱讚凱戈令人驚豔的混音技巧。
《第一邮报》認為歌曲比起舞廳更適合在電台播放。單曲點唱機（The Singles Jukebox）給予本作4／10分，評論稱對比前作不會是我，初戀徹頭徹尾的失敗，儘管凱戈嘗試走出舒適圈，但讓高登唱著糟糕的歌詞感覺一言難盡。

## 商業表現
初戀登上多國音樂排行榜。首周空降挪威世界之路榜單第3名，累積在榜16周，是挪威2017年度排名13名的單曲和第16名電台熱單。而在英國，歌手首週排在英國單曲排行榜第34名，累積在榜11周，並以等價銷售超過40萬張獲頒英国唱片业协会金唱片認證。

## 曲目列表
| 初戀 | 初戀       | 初戀 |
| 曲序 | 曲目       | 时长 |
| ---- | ---------- | ---- |
| 1.   | First Time | 3:13 |

| 初戀混音版 | 初戀混音版                  | 初戀混音版 |
| 曲序       | 曲目                        | 时长       |
| ---------- | --------------------------- | ---------- |
| 1.         | First Time（R3hab Remix）   | 2:35       |
| 2.         | First Time（Gryffin Remix） | 2:53       |

## 參與名單
來源：Qobuz、YouTube簡介
- 凱戈 – 聯合演出、作曲、主藝人、製作人
- 艾麗·高登 – 聯合演出、作詞、主藝人
- 亨利克·邁因克（Henrik Meinke） – 作曲
- 強納斯·卡利施（Jonas Kalisch） – 作曲
- 阿列克谢·弗拉森科（Alexsej Vlasenko） – 作曲
- 塞爾邦·加納（英语：Serban Ghenea） – 混音工程
- 傑瑞米·查孔（Jeremy Chacon） – 作曲
- – 母帶工程
- 约翰·哈内斯（John Hanes） – 工程
- 萨拉·赫耶斯特罗姆（Sara Hjellström） – 作詞
- 芬妮·賀德曼（Fanny Hultman） – 作詞
- 喬·卡恩斯（Joe Kearns） – 聲音製作
- 詹森·沃恩（Jenson Vaughan） – 作詞
- – 製作人

## 排行和銷量認證
| 排行榜（2017年）                             | 排名 |
| -------------------------------------------- | ---- |
| 澳大利亚（澳大利亚唱片业协会單曲榜）         | 29   |
| 奧地利（Ö3四十強單曲榜）                     | 23   |
| 比利时佛兰德（Ultratip）                     | 1    |
| 比利時瓦隆（Ultratip）                       | 2    |
| 加拿大（Canadian Hot 100）                   | 26   |
| 捷克（電台百大單曲榜）                       | 8    |
| 捷克（百強數位單曲榜）                       | 13   |
| 丹麥（Hitlisten）                            | 18   |
| 芬蘭（芬蘭官方單曲榜）                       | 13   |
| 法國（法國唱片出版業公會單曲榜）             | 79   |
| 德國（德國官方單曲榜）                       | 28   |
| 匈牙利（四十強電台榜）                       | 12   |
| 匈牙利（四十強單曲榜）                       | 36   |
| 愛爾蘭（愛爾蘭唱片音樂協會单曲榜）           | 21   |
| 意大利（意大利音乐产业联盟）                 | 41   |
| 黎巴嫩（黎巴嫩官方二十强榜）                 | 7    |
| 馬來西亞（馬來西亞唱片業協會）               | 15   |
| 荷蘭（荷蘭四十強單曲榜）                     | 14   |
| 荷蘭（Mega Top 50）                          | 38   |
| 荷蘭（百大單曲榜）                           | 22   |
| 新西兰（新西兰官方音乐榜）                   | 32   |
| 挪威（VG-lista單曲榜）                       | 3    |
| 葡萄牙（葡萄牙唱片業協會）                   | 30   |
| 蘇格蘭（官方榜单公司單曲榜）                 | 10   |
| 斯洛伐克（電台百大單曲榜）                   | 60   |
| 斯洛伐克（百強數位單曲榜）                   | 13   |
| 西班牙（西班牙音樂製作協會）                 | 60   |
| 瑞典（瑞典最熱榜）                           | 6    |
| 瑞士（瑞士热门音乐榜）                       | 14   |
| 英國（官方榜单公司單曲榜）                   | 34   |
| 美國（Billboard Hot 100）                    | 67   |
| 美國（《告示牌》Dance Club Songs）           | 6    |
| 美國（《告示牌》Hot Dance/Electronic Songs） | 9    |

| 排行榜（2017年）                             | 排名 |
| -------------------------------------------- | ---- |
| 匈牙利（四十強電台榜）                       | 75   |
| 荷蘭（荷蘭四十強單曲榜）                     | 95   |
| 挪威（VG-lista單曲榜）                       | 13   |
| 挪威（VG-lista電台榜）                       | 16   |
| 瑞典（瑞典最熱榜）                           | 44   |
| 美國（《告示牌》Hot Dance/Electronic Songs） | 26   |
| 排行榜（2018年）                             | 排名 |
| 匈牙利（四十強電台榜）                       | 86   |

| 國家或地區                                               | 認證    | 認證單位/銷量 |
| -------------------------------------------------------- | ------- | ------------- |
| 澳大利亞（澳大利亚唱片业协会）                           | 白金    | 70,000‡       |
| 奧地利（國際唱片業協會奧地利分會）                       | 金      | 15,000‡       |
| 加拿大（加拿大音乐协会）                                 | 2× 白金 | 160,000‡      |
| 丹麥（國際唱片業協會丹麥分會）                           | 金      | 45,000‡       |
| 法國（法國唱片出版業公會）                               | 金      | 66,666‡       |
| 義大利（意大利音乐产业联盟）                             | 白金    | 50,000‡       |
| 波蘭（波蘭音像製造商協會）                               | 金      | 25,000‡       |
| 瑞典（瑞典唱片業協會）                                   | 3× 白金 | 120,000‡      |
| 瑞士（國際唱片業協會瑞士分會）                           | 白金    | 20,000‡       |
| 英國（英国唱片业协会）                                   | 金      | 400,000‡      |
| 美國（美國唱片業協會）                                   | 金      | 500,000‡      |
| - ‡僅含認證的串流媒體+實際銷量 - †僅含認證的串流媒體銷量 |         |               |